# Asteroide di tipo X
Gli asteroidi di tipo X sono un raggruppamento nella classificazione spettrale degli asteroidi. Il gruppo contiene diversi tipi di asteroidi con spettri simili ma probabilmente con composizioni alquanto differenti.

## Classificazione Tholen
Nella classificazione Tholen il Gruppo X comprende 3 tipi diversi:
- Tipo E
- Tipo M, il tipo più grande
- Tipo P

Siccome in questa classificazione l'albedo è una discriminante tra i tipi diversi, alcuni oggetti di cui non si hanno dati precisi di albedo sono assegnati al Tipo X. Ad esempio 50 Virginia.

## Classificazione SMASS
Nella classificazione SMASS non viene considerato l'albedo dell'oggetto, ma i diversi tipi spettrali vengono suddivisi sulla base di caratteristiche spettrali troppo tenui per essere visibili nel programma a larga banda ECAS (Eight-Color Asteroid Survey) usato per la classificazione Tholen.

Il gruppo X contiene i tipi:
- Tipo X. Contiene gli asteroidi con lo spettro caratteristico del gruppo.
- Tipo Xe. Il cui spettro contiene assorbimenti abbastanza vasti intorno ai 0,49 μm. Si pensa che questo possa indicare la presenza di troilite (FeS). Tra questo tipo e il Tipo E della classificazione Tholen c'è una certa correlazione.
- Tipo Xc e Xk. Asteroidi nel cui spettro è visibile una curvatura convessa [1] tra i 0,55 µm e i 0,8 µm (cioè un incremento del flusso in questo intervallo). Questi spettri sono intermedi tra il tipo X e i tipi C e K.

Ad eccezione del già citato tipo Xe, non ci sono significative correlazioni tra queste suddivisioni SMASS e quelle del medesimo gruppo nella classificazione Tholen. Gli asteroidi del gruppo X della classificazione SMASS sono classificati in uno o l'altro dei tipi E, M o P nella Tholen.